# 63. konjeniška divizija (ZDA)
63. konjeniška divizija (izvirno angleško 63rd Cavalry Division) je bila konjeniška divizija Kopenske vojske ZDA.